# T-26
De T-26 was een lichte tank, die door de Sovjet-Unie vanaf 1931 tot de Tweede Wereldoorlog gebruikt werd. Het voertuig was een bijna exacte kopie van de Britse Vickers 6-Ton tank.
De tank speelde een belangrijke rol in de Spaanse Burgeroorlog. Ook in de Winteroorlog en de Tweede Wereldoorlog werd de T-26 gebruikt. Tot eind 1941 maakten T-26's het grootste deel uit van het Russische pantserleger.

## Gebruik
De T-26 heeft in vele oorlogen en voor vele landen gevochten. Hij is gebruikt door o.a.: Sovjet-Unie, Tweede Spaanse Republiek, Spaanse Staat, Finland, Taiwan, Republiek China, Turkije, Nazi-Duitsland, Koninkrijk Roemenië, Koninkrijk Hongarije en Koninkrijk Afghanistan.

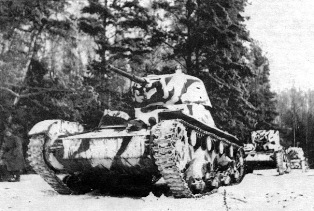
T-26s die oprukken tijdens de slag om Moskou

Oorlogen waarin deze tank heeft geopereerd: Spaanse Burgeroorlog, Sovjet-Japanse Grensoorlog, Tweede Chinees-Japanse Oorlog en de Tweede Wereldoorlog (Sovjet-aanval op Polen, Winteroorlog, Oostfront, Britse-Sovjet invasie van Iran, Operatie Augustusstorm en de Chinese Burgeroorlog).

## Varianten
- T-26 model 1931 - eerste variant een tank met twee geschutskoepels, beide bewapend met één machinegeweer;
  - T-26-4 - een artillerie variant van de tank, bewapend met een 76,2mm KT-28 kanon;
- T-26 model 1932 - variant van de T-26 model 1931 met een machinegeweer en een kanon (PS-1);
- T-26 model 1933 - meest geproduceerde variant, met één geschutskoepel;
- T-26 model 1935 - nieuwe geschutskoepel;
- T-26 model 1936 - met een extra DT tank machinegeweer aan de achterkant van de geschutskoepel;
- T-26 model 1937 en 1938 - nieuwe geschutskoepel en kleine verbeteringen aan het romp, ook werd er een elektrische breechblock en een verticaal gestabiliseerde TOP-1 of TOS telescoop geïnstalleerd;
- T-26 model 1939 (T-26-1) - de tanks hebben een kegelvormige geschutskoepel en het machinegeweer aan de achterkant van de geschutskoepel is verwijderd bij de meeste tanks. Tevens is er wat bescherming toegevoegd.